# 523 v. Chr.
Portal Geschichte | Portal Biografien | Aktuelle Ereignisse | Jahreskalender | Tagesartikel

◄ |
7. Jahrhundert v. Chr. |
6. Jahrhundert v. Chr. |
5. Jahrhundert v. Chr. |
►

◄ | 540er v. Chr. | 530er v. Chr. | 520er v. Chr. | 510er v. Chr. |
500er v. Chr. |
►

◄◄ | ◄ | 526 v. Chr. | 525 v. Chr. | 524 v. Chr. | 523 v. Chr. |
522 v. Chr. |
521 v. Chr. |
520 v. Chr. |
► |
►►

## Ereignisse
- Mondfinsternis vom 16./17. Juli 523 v. Chr.

## Gestorben
- Roxane, persische Prinzessin, Tochter von Kyros II., Gemahlin des Kambyses II. und (Halb-)Schwester von Atossa